# Социальная структура (книга)
«Социальная структура» — это монография классика культурной антропологии Джорджа Питера Мердока, исследовавшего социальную организацию семьи, родственную организацию и их влияние на сексуальную жизнь человека и брак с помощью методов математической статистики. Работа представляет собой синтез исследовательской методики «кросс-культурной сводки» (Cross-Cultural Survey) и четырех социальных наук и дисциплин – социологии, исторической антропологии, бихевиоризма и психоанализа. Впервые выпущена в 1949 году.

## Определение «кросс-культурной сводки»
«Кросс-культурная сводка» (Cross-Cultural Survey) – это сравнительное статистическое кросс-культурное исследование, в котором «племя», «общество» или «культура», распространенные по всему миру, выступают в роли единицы исследований, направленных на подтверждение гипотез об устройстве различных обществ и культур. Как утверждает Мёрдок, без использования исследовательской методики «кросс-культурной сводки» не было бы и данной книги. Мёрдок приступил к разработке методики в 1937 году в рамках программы исследований в области общественных наук Института человеческих взаимоотношений при Йельском университете. Цель программы была следующей: собрать и классифицировать фундаментальную информацию по репрезентативной выборке из народов всего мира. Но главная цель, которую преследовал Мердок: 

„Организовать в легко доступной для пользователя форме имеющиеся в распоряжении науки данные по статистически репрезентативной выборке из всех известных культур с целью обеспечения строгой проверки кросс-культурных обобщений, выявления пробелов в описательной литературе и организации корректирующих полевых исследований”
 Другими словами, Мердок намеревался создать то, что сейчас называется базой данных, чтобы каждый ученый-культуролог мог проводить независимые кросс-культурные исследования и проверять правильность гипотез. Проект «кросс-культурная сводка данных» послужил основой для создания «Региональной картотеки данных по межчеловеческим отношениям при Йельском университете» (Human Relations Area Files at Yale University) – HRAF.
В выборке для данной монографии представлены 250 сообществ: 70 обществ из аборигенной Северной Америки, 65 — из Африки, 60 — из Океании, 34 — из Евразии и 21 — из Южной Америки. Вся информация о сообществах, приводимая Мёрдоком в монографии, относится к традиционному периоду их развития, не подверженному процессам модернизации. В последней главе монографии "Социальный закон выбора сексуального партнера" Мёрдок систематизирует знания, полученные в ходе исследования, в виде градиентов, имеющих негативное или позитивное направления действия.

## Этноцентризм
В своей монографии Мердок приходит к выводу, что жизнь в обществе имеет два фундаментальных аспекта: лицевая сторона общественной кооперации, «мы-чувство» (we-feeling), и оборотная сторона антагонизма по отношению к нечленам мы-группы – этноцентризма. Исходя из того, что этноцентризм влияет на сексуальные и брачные предпочтения, Мердок выделяет градации данных предпочтений в виде негативного градиента – от самых непредпочтительных связей до самых приемлемых. Градиент выглядит следующим образом:
1. Низшие животные. В обществах, представленных в кросс-культурной выборке, существует распространенный запрет зоофилии, что отражает полюс антипатии в выборе сексуальных связей
2. Представители чужих культур и национальностей. Меньшинство обществ из выборки проводит различие между культурой и расой, отвергая представителей других культур ещё с большей силой, если они в дополнение к культурной составляющей отличаются по физическим характеристикам
3. Представители иных народов, чья культура не отличается значимо от культуры данного общества
4. Члены групп, входящих в состав данного народа, но принадлежащих к другим культурам (например, к кастам или субэтническим группам)
5. Члены групп, входящих в состав данного народа, но принадлежащих к другим субкультурам (например, общественным классам или региональным субкультурам)
6. Представители того же самого народа, не обладающие значимыми культурными отличиями

Брачные партнеры, как правило, относятся к шестой категории, являющейся наиболее предпочтительной. Если брак заключается с представителями вышестоящих категорий, на них накладываются особые табу.

## Экзогамия
Мердок также составляет негативный градиент экзогамии на основе распространения внутрисемейных противоинцестуозных табу. Градиент показывает, на кого будут накладываться табу (первая категория) и на какого они накладываться не будут (шестая категория):
1. Первичные кровные родственники.
2. Вторичные кровные родственники. В качестве исключения из правил наложения противоинцестуозных табу Мердок приводит «дочь сестры» среди некоторых индейских народов низменной части Южной Америки.
3. Третичные кровные родственники.
4. Четвертичные и пятеричные кровные родственники.
5. Все известные кровные родственники и родственники обоих родителей.
6. Неродственники.

## Супружеская измена
Супружеская измена, или адюльтер, неодобряема в большинстве сообществ из-за универсальности брака и особых сексуальных привилегий, которые он предоставляет. Однако Мёрдок приходит к выводу, что существуют определенные сообщества, в которых измена с ближайшими родственниками более предпочтительна, чем измена с неродственниками, а иногда и вовсе разрешается. Данный вывод ведет к появлению негативного градиента адюльтера.
Для индивида, не состоящего в браке, негативный градиент выглядит следующим образом:
1. Брачные партнеры неродственников и дальних родственников.
2. Брачные партнеры членов кровнородственной группы индивида.
3. Брачные партнеры сиблингов.
4. Лица, не состоящие в браке.

Для индивида, состоящего в браке:
1. Неродственники и дальние родственники.
2. Члены кровнородственной группы жены индивида.
3. Сиблинги брачного партнера.

## Гомосексуальность
Мёрдок утверждает, что негативный градиент гомосексуальности складывается из биологического факта существования бисексуальности и общего внимания, уделяемого демографическим проблемам. Практически все общества стараются добиться того, чтобы брачные сексуальные отношения складывались между противоположными полами. Некоторые разрешают гомосексуальность при строгих правилах, и очень немногие сообщества дают гомосексуалистам полную свободу отношений. Стоит отметить, что в определенных сообществах на гомосексуальные отношения оказывают влияние другие регулятивные градиенты, такие как экзогамия.
Здесь Мёрдок выделяет три градации:
1. Лицо того же пола, что и индивид.
2. Лица противоположного пола, демонстрирующие выраженные кросс-сексуальные черты, например трансвеститы, женообразные мужчины, мужеподобные женщины.
3. Типичные представители противоположного пола.

## Пространственная близость
Пространственная близость основывается на факторе возможности сексуального выражения. Данный градиент  имеет позитивное направление, то есть строится от самого предпочтительного выбора к самому непредпочтительному. Мёрдок выделяет следующие градации:
1. Члены общины индивида, т.е. те лица, с которыми индивид поддерживает повседневные отношения. В результате брачные и внебрачные сексуальные связи складываются в рамках одной общины.
2. Члены соседних общин. Выбор индивида может пасть на данную категорию лиц, если негативные градиенты экзогамии и адюльтера исключают лица первого уровня.
3. Члены удаленных общин. На данном уровне начинает ощущаться отрицательное влияние негативного градиента этноцентризма.

## Фактор подходящего возраста
Разница в возрасте между потенциальными сексуальными или брачными партнерами образует позитивный градиент, ранжирующийся от разницы, считающейся особенно подходящей, до определяемой культурой как неприемлемую. За крайне редкими исключениями первичные браки заключаются между представителями одного и того же поколения. Это происходит хотя бы по той причине, что по достижении брачного возраста юноша или девушка не могут вступить в брак с представителями старшего поколения, потому что у них уже есть семьи, а представители младшего поколения ещё не достигли брачного возраста. Таким образом, наиболее типичны следующие градации:
1. Представители того же самого поколения и сходного возраста; при наличии заметной(но не очень большой) разницы в возрасте старшим становится мужчина.
2. Представители того же самого поколения, но разного возраста; при этом либо женщина старше, либо мужчина намного старше.
3. Представители смежных поколений, мужчина старше.
4. Представители смежных поколений, женщина старше; или представители несмежных поколений.

## Родство
Мёрдок утверждает, что люди имеют тенденцию подбирать себе сексуальных и брачных партнеров в прямой пропорции с их реальной или условной родственной близостью. У данного тенденции существует два источника. Это психоанализ, который доказывает подсознательную инцестуозную привлекательность первичных родственников, и "мы-чувство", "ощущение принадлежности", являющиеся обратной стороной этноцентризма.
Мёрдок выделяет позитивный градиент родства:
1. Первичные родственники. Все родственники данного категории (кроме, естественно, жены) регулярно исключаются из круга сексуальных партнеров негативным градиентом экзогамии и первичными противоинцестуозными табу. Но в некоторых сообществах существуют столь властные и влиятельные индивиды, которые могут нивелировать действие табу и вступить в близость с первичными родственниками.
2. Вторичные и третичные родственники. Большинство родственников данной категории исключаются действием экзогамных табу. Неисключенными родственниками могут являться невестка/жена брата, свояченица, деверь, зять/муж сестры, а также кузены.
3. Дальние родственники, с которыми может быть прослежена генеалогическая связь. Такие родственников принято исключать в силу действия негативного градиента адюльтера (супружеской измены) или негативного градиента экзогамии.
4. Лица, чьи родственные связи с индивидом чисто условны или традиционны, то есть члены того же племени.

## Критика
Монография Мёрдока имела колоссальный успех. По данным на 1980 г. Социальная структура с большим отрывом получила самый высокий индекс цитирования среди всех кросс-культурных исследований.
Переводчиком книги Мёрдока на русский язык выступил доктор исторических наук, доктор философии А.В. Коротаев. Во многих комментариях к книге российский ученый прибегает к критике автора за неточности в математических и статистических исследованиях. Коротаев утверждает, что Мёрдок делает выводы, не предваряя их серьезным анализом и зачастую прибегая к оценке данных "на глаз". Монография трудна для восприятия, если читатель не был до этого знаком с антропологическими текстами.
В "Социальной структуре" используются коэффициент Йула (Q), величина {\displaystyle x^{2}} и связанный с ней показатель значимости связи. В настоящее время для установления зависимости между показателями из выборки чаще всего используются коэффициент корреляции Пирсона и коэффициент ранговой корреляции Спирмена. Однако стоит понимать, что Мёрдок работал в докомпьютерную эпоху, когда не существовало возможности для быстрой обработки больших баз данных и приходилось выполнять все вычисления вручную.
Президент региональной картотеки по отношениям между людьми при Йельском университете доктор Мелвин Эмбер и исполнительный директор региональной картотеки доктор Кэрол Р.Эмбер, бывшие аспиранты Мёрдока, утверждали, что он не сумел до конца освоить методики прикладного статистического анализа. Мёрдок использовал "довольно архаичные и не вполне адекватные статистические методики".
Специалист по этномедицине Эрвин Аккеркнехт отмечал, что "книга довольно глупа и наполнена труизмами, что не должно затмевать, очевидно, позитивного вклада Мёрдока в ту сферу, в которой позитивные вклады стали редкостью".